# Campionati europei juniores di atletica leggera 2013
I campionati europei di atletica leggera juniores 2013 (2013 European Athletics Junior Championships), sono la XXII edizione dei Campionati europei under 20 di atletica leggera e si sono svolti nello Stadio Raul Guidobaldi di Rieti, in Italia, dal 18 al 21 luglio 2013. Le delegazioni accreditate sono state 46 e oltre mille gli atleti che vi hanno preso parte.
Durante questa edizione sono stati battuti 3 record dei campionati (10 000 metri, 110 metri ostacoli e 400 metri ostacoli maschili) ed è stato infranto anche il record europeo di categoria nei 110 metri ostacoli dal francese Wilhem Belocian con il tempo di 13"18.

## Nazioni partecipanti
- Albania
- Andorra
- Armenia
- Austria
- Azerbaigian
- Belgio
- Bielorussia
- Bosnia ed Erzegovina
- Bulgaria
- Cipro
- Croazia
- Danimarca
- Estonia
- Finlandia
- Francia
- Georgia
- Germania

- Gibilterra
- Grecia
- Irlanda
- Islanda
- Israele
- Italia
- Lettonia
- Liechtenstein
- Lituania
- Lussemburgo
- Macedonia
- Malta
- Moldavia
- Montenegro
- Norvegia
- Paesi Bassi

- Polonia
- Portogallo
- Regno Unito
- Rep. Ceca
- Romania
- Russia
- San Marino
- Serbia
- Slovacchia
- Slovenia
- Spagna
- Svezia
- Svizzera
- Turchia
- Ucraina
- Ungheria

## Risultati

### Uomini
| Specialità             | Oro                                                                    | Prestazione | Argento                                                                     | Prestazione   | Bronzo                                                                | Prestazione |
| Corse piane            |                                                                        |             |                                                                             |               |                                                                       |             |
| 100 metri              | Chijindu Ujah                                                          | 10"40       | Denis Dimitrov                                                              | 10"46         | Robert Polkowski                                                      | 10"53       |
| 200 metri              | Nethaneel Mitchell-Blake                                               | 20"62       | Leon Reid                                                                   | 20"92         | Matthew Hudson-Smith                                                  | 20"94       |
| 400 metri              | Pavel Ivashko                                                          | 45"81       | Patryk Dobek                                                                | 46"15         | Thomas Jordier                                                        | 46"21       |
| 800 metri              | Patrick Zwicker                                                        | 1'49"58     | Aaron Botterman                                                             | 1'49"80       | Léo Morgana                                                           | 1'50"04     |
| 1.500 metri            | Jake Wightman                                                          | 3'44"14     | Süleyman Bekmezci                                                           | 3'44"45       | Julius Lawnik                                                         | 3'45"43     |
| 5.000 metri            | Ali Kaya                                                               | 13'49"76    | Samuele Dini                                                                | 14'36"25      | Jonathan Davies                                                       | 14'36"62    |
| 10.000 metri           | Ali Kaya                                                               | 28'31"16    | Lorenzo Dini                                                                | 29'31"11      | Dino Bošnjak                                                          | 29'57"07    |
| Corse su strada        |                                                                        |             |                                                                             |               |                                                                       |             |
| 10 km marcia           | Pavel Parshin                                                          | 41'01"55    | Vito Minei                                                                  | 41'08"76      | Alvaro Martin                                                         | 41'13"95    |
| Corse a ostacoli       |                                                                        |             |                                                                             |               |                                                                       |             |
| 110 metri ostacoli     | Wilhem Belocian                                                        | 13"18       | Lorenzo Perini                                                              | 13"30         | Brahian Peña                                                          | 13"31       |
| 400 metri ostacoli     | Timofey Chalyy                                                         | 49"23       | Aleksandr Skorobogatko                                                      | 50"13         | Jacob Paul                                                            | 50"71       |
| 3000 metri siepi       | Zak Seddon                                                             | 8'45"91     | Viktor Bakharev                                                             | 8'47"81       | Ersin Tekal                                                           | 8'54"54     |
| Salti                  |                                                                        |             |                                                                             |               |                                                                       |             |
| Salto in alto          | Tobias Potye                                                           | 2,20 m      | Andrei Skabeika                                                             | 2,18 m =      | Mikhail Akimenko                                                      | 2,18 m =    |
| Salto con l'asta       | Eirik Greibrokk Dolve                                                  | 5,30 m      | Axel Chapelle Leonid Kobelev                                                | 5,25 m 5,25 m |                                                                       |             |
| Salto in lungo         | Elliot Safo                                                            | 7,86 m      | Mathias Broothaerts                                                         | 7,84 m        | Guy-Elphège Anouman                                                   | 7,60 m      |
| Salto triplo           | Levon Aghasyan                                                         | 16,01 m     | Kristian Pulli                                                              | 15,88 m       | Vladimir Kozlov                                                       | 15,85 m     |
| Lanci                  |                                                                        |             |                                                                             |               |                                                                       |             |
| Getto del peso         | Mesud Pezer                                                            | 20,44 m     | Filip Mihaljević                                                            | 20,23 m       | Andrzej Regin                                                         | 20,07 m     |
| Lancio del disco       | Róbert Szikszai                                                        | 64,75 m     | Nicholas Percy                                                              | 62,04 m       | Aleksandr Dobrenkiy                                                   | 61,54 m     |
| Lancio del martello    | Valeriy Pronkin                                                        | 78,34 m     | Bence Pásztor                                                               | 77,35 m       | Marco Bortolato                                                       | 73,43 m     |
| Lancio del giavellotto | Julian Weber                                                           | 79,68 m     | Maksym Bohdan                                                               | 78,77 m       | German Komarov                                                        | 73,95 m     |
| Prove multiple         |                                                                        |             |                                                                             |               |                                                                       |             |
| Decathlon              | Yevgeniy Likhanov                                                      | 7975 p.     | Aleksey Cherkasov                                                           | 7790 p.       | Tim Nowak                                                             | 7778 p.     |
| Staffette              |                                                                        |             |                                                                             |               |                                                                       |             |
| Staffetta 4×100 metri  | Polonia Tomasz Mudlaff Jacek Kabaciński Hubert Kalandyk Adam Jabłoński | 39"80       | Germania Bastian Heber Robert Polkowski Maximilian Ruth Sebastian Schürmann | 39"96         | Italia Giacomo Isolano Lorenzo Bilotti Roberto Rigali Fausto Desalu   | 40"00       |
| Staffetta 4×400 metri  | Russia Danil Permetov Pavel Savin Dmitriy Khasanov Pavel Ivashko       | 3'04"87     | Polonia Paweł Walczuk Rafał Smoleń Łukasz Ozdarski Patryk Dobek             | 3'05"07       | Regno Unito Alex Boyce Matthew Hudson-Smith Ben Snaith George Caddick | 3'05"14     |

### Donne
| Specialità             | Oro                                                                                  | Prestazione | Argento                                                                  | Prestazione | Bronzo                                                                         | Prestazione |
| Corse piane            |                                                                                      |             |                                                                          |             |                                                                                |             |
| 100 metri              | Stella Akakpo                                                                        | 11"52       | Sophie Papps                                                             | 11"72       | Klára Seidlová                                                                 | 11"88       |
| 200 metri              | Dina Asher-Smith                                                                     | 23"29       | Desiree Henry                                                            | 23"56       | Tessa van Schagen                                                              | 23"65       |
| 400 metri              | Patrycja Wyciszkiewicz                                                               | 51"56       | Bianca Răzor                                                             | 51"82       | Ekaterina Renzhina                                                             | 52"27       |
| 800 metri              | Aníta Hinriksdóttir                                                                  | 2'01"14     | Olena Sidorska                                                           | 2'01"46     | Christina Hering                                                               | 2'03"11     |
| 1.500 metri            | Nataliya Pryshchepa                                                                  | 4'18"51     | Sofia Ennaoui                                                            | 4'20"20     | Aurora Dybedokken                                                              | 4'21"27     |
| 3.000 metri            | Emelia Gorecka                                                                       | 9'12"53     | Emine Hatun Tuna                                                         | 9'25"83     | Anna Petrova                                                                   | 9'30"00     |
| 5.000 metri            | Jip Vastenburg                                                                       | 16'03"31    | Oona Kettunen                                                            | 16'03"79    | Elena Kudashkina                                                               | 16'08"12    |
| Corse su strada        |                                                                                      |             |                                                                          |             |                                                                                |             |
| 10 km marcia           | Anezka Drahotová                                                                     | 44'15"85    | Oksana Golyatkina                                                        | 44'21"03    | Eliska Drahotová                                                               | 44'45"27    |
| Corse a ostacoli       |                                                                                      |             |                                                                          |             |                                                                                |             |
| 100 metri ostacoli     | Noemi Zbären                                                                         | 13"17       | Sarah Lavin                                                              | 13"34       | Héloïse Kane                                                                   | 13"36       |
| 400 metri ostacoli     | Hayley McLean                                                                        | 57"26       | Joan Medjid                                                              | 57"34       | Stina Troest                                                                   | 57"41       |
| 3000 metri siepi       | Oona Kettunen                                                                        | 9'45"51     | Maruša Mišmaš                                                            | 9'51"15     | Maya Rehberg                                                                   | 10'00"04    |
| Salti                  |                                                                                      |             |                                                                          |             |                                                                                |             |
| Salto in alto          | Kateryna Tabashnyk                                                                   | 1,90 m      | Alexandra Yaryshkina                                                     | 1,88 m      | Iryna Herashchenko                                                             | 1,84 m      |
| Salto con l'asta       | Alena Lutkovskaya                                                                    | 4,30 m      | Femke Pluim                                                              | 4,25 m      | Sonia Malavisi                                                                 | 4,20 m      |
| Salto in lungo         | Malaika Mihambo                                                                      | 6,70 m      | Jazmin Sawyers                                                           | 6,63 m      | Maryna Bech                                                                    | 6,44 m      |
| Salto triplo           | Ottavia Cestonaro                                                                    | 13,41 m     | Elena Andreea Panturoiu                                                  | 13,36 m     | Ana Peleteiro                                                                  | 13,29 m     |
| Lanci                  |                                                                                      |             |                                                                          |             |                                                                                |             |
| Getto del peso         | Emel Dereli                                                                          | 18,04 m     | Sophie McKinna                                                           | 17,09 m     | Kätlin Piirimäe                                                                | 16,80 m     |
| Lancio del disco       | Natalya Shirobokova                                                                  | 54,21 m     | Karolina Makuł                                                           | 53,25 m     | Tetyana Yuryeva                                                                | 53,15 m     |
| Lancio del martello    | Hanna Zinchuk                                                                        | 65,44 m     | Réka Gyurátz                                                             | 65,01 m     | Beatrix Banga                                                                  | 63,89 m     |
| Lancio del giavellotto | Sofi Flinck                                                                          | 57,91 m     | Christin Hussong                                                         | 57,90 m     | Sara Kolak                                                                     | 57,79 m     |
| Prove multiple         |                                                                                      |             |                                                                          |             |                                                                                |             |
| Eptathlon              | Nafissatou Thiam                                                                     | 6298 p.     | Sofia Linde                                                              | 6081 p.     | Marjolein Lindemans                                                            | 5831 p.     |
| Staffette              |                                                                                      |             |                                                                          |             |                                                                                |             |
| Staffetta 4×100 metri  | Regno Unito Yasmin Miller Dina Asher-Smith Steffi Wilson Desiree Henry               | 43,81 m     | Francia Solenn Compper Stella Akakpo Brigitte Ntiamoah Deborah Sananes   | 44"00       | Paesi Bassi Sacha van Agt Tessa van Schagen Naomi Sedney Eefje Boons           | 44"22       |
| Staffetta 4×400 metri  | Polonia Małgorzata Curyło Martyna Dąbrowska Adrianna Janowicz Patrycja Wyciszkiewicz | 3'32"63     | Russia Yana Glotova Anna Parfenova Anastasia Aslanidi Ekaterina Renzhina | 3'33'36     | Germania Laura Müller Maike Schachtschneider Corinne Kohlmann Christina Hering | 3'33"40     |

## Medagliere
Legenda
     Paese ospitante
| Posizione | Paese                | Oro | Argento | Bronzo | Totale |
| --------- | -------------------- | --- | ------- | ------ | ------ |
| 1         | Regno Unito          | 9   | 6       | 4      | 19     |
| 2         | Russia               | 8   | 7       | 7      | 22     |
| 3         | Germania             | 4   | 1       | 6      | 11     |
| 4         | Polonia              | 3   | 4       | 1      | 8      |
| 5         | Turchia              | 3   | 2       | 1      | 6      |
| 6         | Francia              | 2   | 3       | 4      | 9      |
| 7         | Ucraina              | 2   | 2       | 3      | 7      |
| 8         | Italia               | 1   | 4       | 3      | 7      |
| 9         | Belgio               | 1   | 2       | 1      | 4      |
| 9         | Ungheria             | 1   | 2       | 1      | 4      |
| 11        | Finlandia            | 1   | 2       | 0      | 3      |
| 12        | Paesi Bassi          | 1   | 1       | 2      | 4      |
| 13        | Bielorussia          | 1   | 1       | 0      | 2      |
| 13        | Svezia               | 1   | 1       | 0      | 2      |
| 15        | Rep. Ceca            | 1   | 0       | 2      | 3      |
| 16        | Norvegia             | 1   | 0       | 1      | 2      |
| 16        | Svizzera             | 1   | 0       | 1      | 2      |
| 18        | Armenia              | 1   | 0       | 0      | 1      |
| 18        | Bosnia ed Erzegovina | 1   | 0       | 0      | 1      |
| 18        | Islanda              | 1   | 0       | 0      | 1      |
| 21        | Romania              | 0   | 2       | 0      | 2      |
| 22        | Croazia              | 0   | 1       | 2      | 3      |
| 23        | Bulgaria             | 0   | 1       | 0      | 1      |
| 23        | Irlanda              | 0   | 1       | 0      | 1      |
| 23        | Slovenia             | 0   | 1       | 0      | 1      |
| 26        | Spagna               | 0   | 0       | 2      | 2      |
| 27        | Danimarca            | 0   | 0       | 1      | 1      |
| 27        | Estonia              | 0   | 0       | 1      | 1      |
|           | Totale               | 43  | 44      | 42     | 129    |